# Forbrugerklagenævnet
Forbrugerklagenævnet er en uafhængig klageinstans, der behandler klager fra forbrugere over varer eller tjenesteydelser. Nævnet består af en række repræsentanter for forbrugerne, repræsentanter for erhvervslivet samt en dommer, der er formand for nævnet. Det er nedsat med hjemmel i Forbrugerklageloven.
Økonomi- og Erhvervsministeriet fastlægger nævnets procedure for behandling af klagesager. Nævnet behandler kun klager fra private forbrugere, og kun klager vedrørende varer med en indkøbspris på mindst 800 og højst 100.000 kr., dog gælder der for tøj, tekstiler og motorkøretøjer andre grænser. 
Sagsbehandlingen foregår skriftligt. 
Tidligere var nævnets afgørelser ikke bindende. Fra 2010 er forbrugerklageloven dog ændret således at den erhvervsdrivende bliver bundet af afgørelsen (der kan tvangsfuldbyrdes) hvis ikke den erhvervsdrivende senest 30 dage efter afgørelsen giver meddelelse om, at han ikke vil være bundet. En sag, der er afgjort af nævnet kan af begge parter indbringes for domstolene. Hvis virksomheden ikke efterlever afgørelsen, kan Forbrugerklagenævnet føre sagen såfremt forbrugeren ønsker det.
Dommeren, som er formand, må ikke have særlig tilknytning til forbrugernes eller erhvervslivets organisationer. Medlemmerne, der repræsenterer forbrugerne og erhvervslivet, udpeges af økonomi- og erhvervsministeren efter indstilling fra forbruger- og erhvervsorganisationerne og sidder i en periode af 4 år.  
Forbrugerklagenævnet blev etableret i 1975. Forbrugerstyrelsen fungerer som sekretariat for Forbrugerklagenævnet.